# Fernando Gabriel Sosa

Fernando Sosa

Fernando Gabriel  Sosa (* 30. August 1974 in Córdoba, Argentinien) ist ein argentinischer Comiczeichner, Illustrator, Drehbuchautor und Kulturmanager. Er ist in der unabhängigen Comicszene Argentiniens aktiv und Mitbegründer der „Asociación de Historietistas Independientes“ (AHI).

## Karriere
Sosa studierte zunächst von 1991 bis 1992 Grafikdesign am Instituto Superior Mariano Moreno in Córdoba. Später setzte er von 1995 bis 1997 sein Studium an der Figueroa Alcorta School of Fine Arts fort und vertiefte sein Wissen in 2D-Animation und digitaler Bearbeitung am Center of Computer Sciences, bevor er von 1999 bis 2003 seine Ausbildung an der Film- und Fernsehschule der Nationale Universität Córdoba abschloss.
Nachdem Sosa bereits 1992 seine ersten Comicgeschichten im Magazin „La Cañada“ veröffentlicht hatte, war er ab 1999 Herausgeber des Untergrund-Magazins El Mostro Comics. Sosa ist Mitgründer der „Asociación de Historietistas Independientes“ (AHI), einer Organisation zur Förderung unabhängiger Comiczeichner in Argentinien. Er ist derzeit als Cartoonist und Mitherausgeber von Zeitschriften unter anderem für die politische Tageszeitung Diario Alfil tätig. Darüber hinaus entstanden aus seiner Feder Illustrationen für weitere überregionale Zeitungen, darunter Cartoons und Zeichnungen für den Kinderteil der Gratiszeitung El Diario de Bolsillo, für die pädagogische Kinderzeitschrift Listos Para Jugar, für die Neuauflagen von Dante Quinternos klassischem Comic Patoruzú sowie für Néstor, Momentos de un Argentino (Nestor, eine argentinische Geschichte), von Emiliano Mastrolia über das Leben des ehemaligen Präsidenten Nestor Kirchner. Mit seinen Werken ist Sosa auf zahlreichen Ausstellungen im In- und Ausland in Erscheinung getreten.
Im Jahr 2014 wurde Sosa in die nationale Cartoonistengesellschaft (National Cartoonists Society) aufgenommen. Darüber hinaus ist er als Kulturmanager beratend und koordinierend für die Stadtverwaltung von Córdoba tätig sowie als Kultursekretär für die Buchmesse-Veranstaltung Comicazo, auf der Karikaturisten und Cartoonisten ihre neuesten Werke vorstellen.

## Internationale Arbeit
Sosa nahm an mehreren kulturellen Projekten in Lateinamerika und Europa teil und arbeitet mit Studios und kleinen Verlagen in den Niederlanden, Deutschland und Brasilien zusammen. Seine Werke wurden bei zahlreichen Ausstellungen präsentiert und in Fachpublikationen veröffentlicht. Darüber hinaus war er in den Jahren 2013 und 2015 Teilnehmer seines Landes an dem internationalen Cartoon Contest in Rumänien.

## Filmschaffender
Parallel zu seiner grafischen Tätigkeit entstanden mehrere Zeichentrickfilme, darunter die Kurzfilme 47 el muerto, einem Horrorfilm aus dem Jahr 2000, der die Gräueltaten der Militärdiktatur durch die Linse des psychologischen Horrors und symbolischer Erzähltechniken darstellt. Ferner Aerolito, der 2010 Finalist beim „Short of Genius Festival“ im Rahmen des Filmfestivals von Mar del Plata war, sowie in neuerer Zeit das Musikvideo Messi Ace of Football aus dem Jahr 2022 über den Fußballer Lionel Messi. Darüber hinaus setzte er sich maßgeblich für ein Gesetz zur Förderung des nationalen Zeichentrickfilms ein, das unter anderem von der Abgeordneten und Menschenrechtsaktivistin Victoria Donda von der Partei Movimiento Libres del Sur vorgelegt worden war.